# 2022년 베르단스크 항구 공격

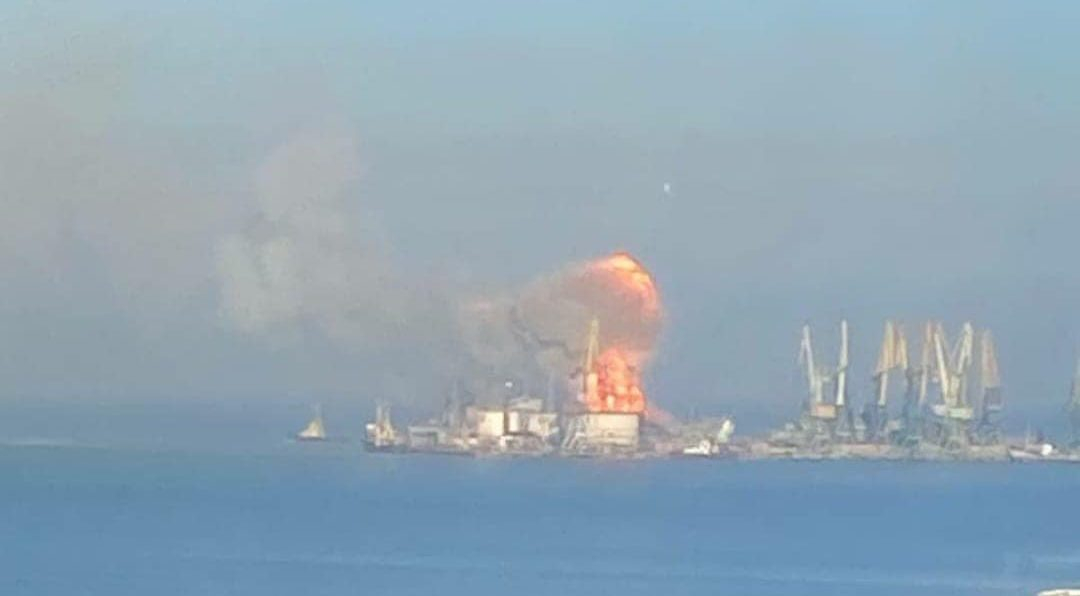
화재로 불타고 있는 앨리게이터급 상륙함 사라토프, 공격 후 항구에서 출항하는 로푸차급 상륙함 시저 쿠니코프와 노보체르카스크

2022년 베르단스크 항구 공격에 대한 내용이다.
베르단스크 항구 공격은 2022년 3월 24일 러시아의 우크라이나 침공 당시 우크라이나군이 베르단스크 항구에 정박해 있던 러시아 해군 함선을 공격한 사건이다. 앨리게이터급 상륙함 사라토프가 침몰했고, 로푸차급 상륙함 두 척 중 한 척이 피해를 입었지만 항구를 떠날 수 있었다.
당시 러시아가 침공 중 입은 가장 큰 해군 손실이었고 우크라이나의 가장 중요한 성공 중 하나였다.

## 배경
2022년 2월 26일 러시아군이 베르단스크 항구와 베르단스크 항구를 점령했다. 다음 날 러시아군이 도시를 완전히 장악했다.
3월 14일부터 이 항구는 러시아가 우크라이나 남부에서의 공세와 특히 마리우폴 포위전을 지원하기 위한 물류 허브로 사용되었다. 3월 21일, 러시아 언론 즈베즈다 (방송)는 베르단스크에 수륙양용 수송선이 도착했다고 보도했다. 러시아 해군 장교는 이를 "흑해 해군에 물류적 가능성을 열어줄 획기적인 사건"이라고 설명했다.

## 같이 보기
- 러시아의 자포리자주 점령